# Dva tisíce slov
Dva tisíce slov (úplný název Dva tisíce slov, které patří dělníkům, zemědělcům, úředníkům, vědcům, umělcům a všem) byl jeden ze dvou nejvýznamnějších dokumentů pražského jara; zatímco Akční program KSČ byl výzvou k reformě komunistické strany, Dva tisíce slov obsahovalo podněty, které šly za rámec Akčního programu. Vedení KSČ je odmítlo a později, v době tzv. politické normalizace, dokument Dva tisíce slov označilo za kontrarevoluční. Jeho autor, spisovatel Ludvík Vaculík, se inspiroval Gándhím.

## Okolnosti vzniku
Dokument vznikl paradoxně na podnět předsedy ÚV Národní fronty Františka Kriegla, který podle svědectví Otakara Poupy výslovně žádal nějaké „provolání“, jímž by se vědci vyjádřili k „nové politice KSČ“. Na koncipování se podíleli pracovníci Československé akademie věd – Otto Wichterle, Jan Brod, Otakar Poupa, Miroslav Holub, pedagog LF UK Bohumil Sekla a zřejmě i další. Oproti očekávání Františka Kriegla však vědci nepodpořili proreformní vůdce, ale přistoupili k nemilosrdné kritice poválečného vývoje Československa a režimu jako celku. O formulaci prohlášení požádali redaktora Literárních listů Ludvíka Vaculíka, se kterým se sešli Wichterle, Brod, Poupa a Holub dne 6. června 1968 na terase Parkhotelu v Praze.

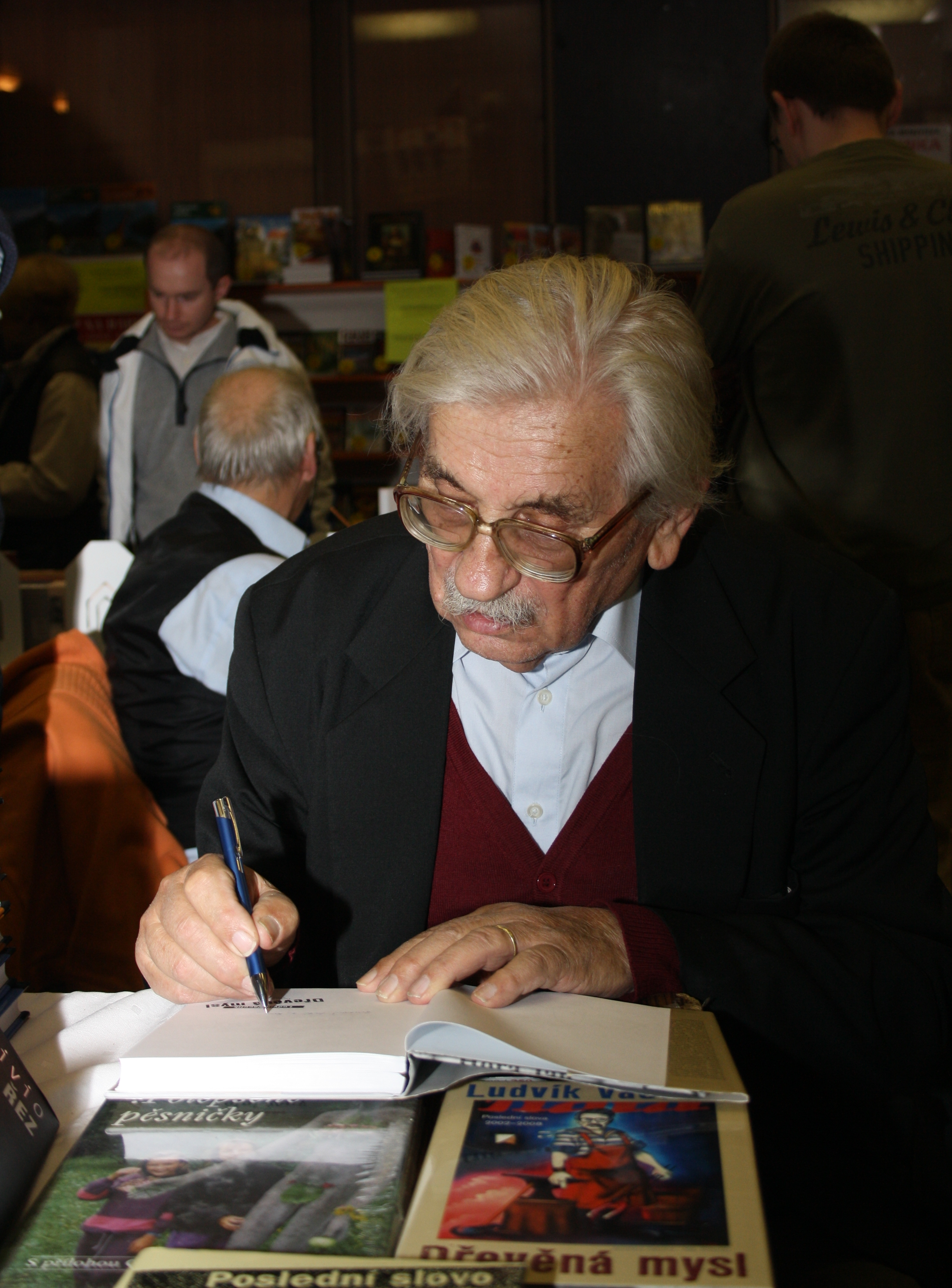
Ludvík Vaculík, autor manifestu v roce 2010

Manifest sepsal spisovatel Ludvík Vaculík v hotelu Union v Praze na Ostrčilově náměstí v Nuslích a vědci ho na dvou dalších schůzkách schválili. Text vyšel 27. června 1968 v Literárních listech a celostátních denících Práce, Mladá fronta a Zemědělské noviny, tedy den poté, kdy byla 26. června 1968 zákonem č. 84/1968 Sb. dočasně zrušena cenzura („Cenzura je nepřípustná“). Manifest podepsaly stovky osobností veřejného života a více než sto padesát tisíc občanů (102 621 podpisů shromáždil deník Práce, 34 241 Literární listy, 20 000 Mladá fronta, další podpisy shromáždily redakce ČST, Čs. rozhlasu, regionální deníky a jednotlivci). Zveřejněna byla pouze jména 70 významných osobností, které manifest podepsaly před zveřejněním (Jan Werich, Jaroslav Seifert, Jiří Suchý, Jiří Šlitr, Věra Čáslavská, manželé Zátopkovi, Otomar Krejča, Rudolf Hrušínský, Jiří Menzel, ad., též dva členové ÚV KSČ – rektor UK Oldřich Starý a filozof Karel Kosík).
Prohlášení zaskočilo samotné reformní komunisty; dle svědectví novináře Jiřího Lederera, který si zapsal reakce členů ÚV KSČ krátce po jeho zveřejnění, reagovali slovy: je to národní katastrofa, konec demokratizačního procesu, tragédie, okresní konference (KSČ) jsou ztracené, konzervativci přejdou do útoku, smetou nás… František Kriegel si autory pozval „na kobereček“, ale pak je doprovodil do televize, aby zklidnili situaci a vysvětlili smysl manifestu. Po noční diskusi s některými intelektuály nakonec předsednictvo ÚV KSČ manifest odmítlo, ale přiznalo mu alespoň „dobré úmysly“. V následujících dnech ÚV KSČ zjistilo, že v tomto postoji nemá podporu veřejnosti. Hlavní media dostala úkol publikovat rezoluce na podporu stanoviska ÚV KSČ, ale to se ukázalo jako nesplnitelný úkol, protože do redakcí chodily vesměs rezoluce podporující Dva tisíce slov, některé i s razítky stranických organizací.
Šlo o aktivizaci československé veřejnosti čelící zjevnému tlaku sovětského vedení proti reformním změnám v zemi. Krátce po zveřejnění dokumentu jej při parlamentní interpelaci označil poslanec a důstojník Československé lidové armády Samuel Kodaj za kontrarevoluční akci. Čelil pak rozsáhlé kritice od reformně naladěné veřejnosti. Na tajné schůzi komunistických poslanců měl Kodaj rovněž ještě před Srpnem 1968 prosazovat vyhlášení stanného práva a represe proti nejradikálnějším reformistům.
V 70. letech, v době tzv. normalizace, byli mnozí lidé za projev souhlasu s tímto manifestem perzekvováni.